# Park Rapids
Park Rapids é uma cidade localizada no estado americano de Minnesota, no Condado de Hubbard.

## Demografia
Segundo o censo americano de 2000, a sua população era de 3276 habitantes.
Em 2006, foi estimada uma população de 3557, um aumento de 281 (8.6%).

## Geografia
De acordo com o United States Census Bureau tem uma área de
15,8 km², dos quais 15,5 km² cobertos por terra e 0,3 km² cobertos por água. Park Rapids localiza-se a aproximadamente 442 m acima do nível do mar.

## Localidades na vizinhança
O diagrama seguinte representa as localidades num raio de 28 km ao redor de Park Rapids.